# Buwen
Buwen (chinesisch 步文镇, Pinyin Bùwén Zhèn) ist eine Großgemeinde im Stadtbezirk Longwen der bezirksfreien Stadt Zhangzhou in der Provinz Fujian der Volksrepublik China. Der Gemeindecode ist 350603101, die Bevölkerung beläuft sich auf etwa 50.000 Personen (2010) bei einer Gemeindefläche von 14,4 km².
Die Großgemeinde gliedert sich in 15 Einwohnergemeinschaften (Tianting, Pudong, Jinxiu, Tubai, Xiazhou, Tianfeng, Houban, Rongchang, Rongsheng, Xiangxie, Tongchang, Moda, Rongxin, Minfa und Renhe) und fünf Dörfer (Changfu, Buwen, Shicang, Banshang und Bihu).